# Candle Lake
Candle Lake är en sjö i Kanada. Den ligger i provinsen Saskatchewan, i den centrala delen av landet, 2 300 km väster om huvudstaden Ottawa. Candle Lake ligger 491 meter över havet.